# Павло-Очаковская коса
Павло-Очаковская коса — намывная песчано-ракушечниковая коса, расположена на российском побережье Азовского моря, в Таганрогском заливе, примерно в 35 км юго-западнее города Азов. Административно Павло-Очаковская коса входит в состав Азовского района, Ростовской области.

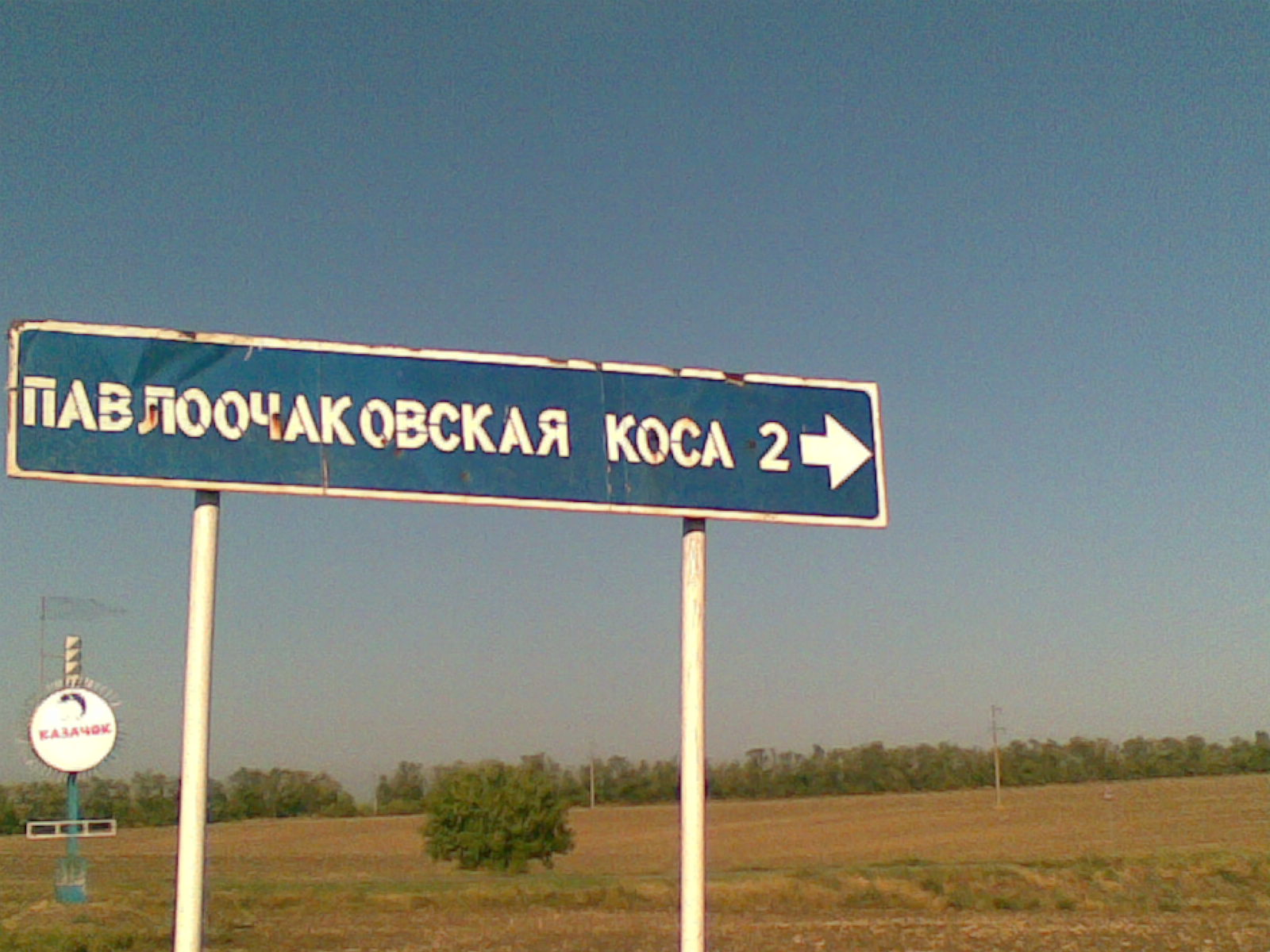
Дорожный указатель на Павло-Очаковскую косу

Используются различные наименования косы. В Интернете, литературе и общении наиболее распространено наименование «Павло-Очаковская коса». В картах используется наименование «Очаковская коса». Дорожный указатель содержит надпись «ПАВЛООЧАКОВСКАЯ КОСА».
Павло-Очаковская коса является продолжением мыса, который вдается в море на несколько километров. Форма косы — дугообразная. Между косой и морем имеется небольшая бухта-заводь, популярная у любителей кайтсёрфинга. Глубины моря вдоль косы (0,5-1,4 метра) делают её удобным местом для купания, винд- и кайтсёрфинга. Коса глубоко вдается в море, по надводной и подводной частям косы отдыхающие совершают приятные прогулки прямо в море (и обратно). На восточном берегу Павло-Очаковской косы расположен оборудованный пляж.
В интернете высказывается мнение, что Павло-Очаковская коса является одним из мировых центров кайтсёрфинга.

## Туризм
Большие пляжи, пологое без впадин и ям песчаное дно, многочисленные базы отдыха и детские оздоровительные лагеря каждый сезон привлекают сотни отдыхающих. Купальный сезон здесь длится с мая по сентябрь (температура морской воды +18…+25 °C). Вблизи косы проходит трасса Азов — Ейск, около пляжей оборудованы платные автопарковки. Наиболее крупные базы отдыха («Навигатор», «Эдем», «Оазис») принимают одновременно десятки постояльцев, а база отдыха «Азовское взморье», занимающая несколько корпусов, может поселить у себя до 280 отдыхающих. На косе находится две пляжные зоны песчано-ракушечного типа: северная и восточная, с традиционным для юга России набором развлечений — батутами, надувной горкой, прокатом гидроциклов, катамаранов и катанием на «бананах». Общая протяжённость пляжей составляет около 1 км. Северный пляж более мелкий и из-за постоянного ветра вода вблизи него мутная, поэтому это место пользуется большей популярностью у виндсёрферов и кайтсёрферов, нежели у купающихся. Прямо на косе находятся базы обучения этим видам парусного спорта. У Павло-Очаковской косы регулярно проходят соревнования винд- и кайтсёрферов. В летний период 2015 года на Павло-Очаковской косе отдохнули 18 тысяч человек.